# Batterie Murray
La batterie Murray (美利兵房, Murray Battery) était une installation militaire de Hong Kong située sur Battery Path (en) au pied de Government Hill dans le quartier de Central et nommée d'après George Murray, maître général de l'équipement de l'armée britannique au moment de sa construction. Bâtie en 1841, soit l'année de la prise de possession de l'île de Hong Kong par les Britanniques, elle avait pour objectif de protéger le quartier-général colonial.
Elle est démolie dans les années 1950 et remplacée par les bureaux du gouvernement central (en).

## Histoire
Durant la première guerre de l'opium, les Britanniques occupent Hong Kong en 1841, et un an plus tard, le territoire est cédé officiellement par le traité de Nankin. La nouvelle administration choisit le site autour de Battery Path (en) pour y construire son quartier-général et ses défenses. Les fortifications côtières consistent en cinq positions d'artillerie côtière qui dominent et gardent Victoria Harbour en 1882 (cependant, en raison de la construction de terre-pleins, le site se trouve aujourd'hui à l'intérieur des terres et non plus sur la côte). Celles-ci sont supprimées à la fin du XIXe siècle, en raison d'une relocalisation des sites militaires et du développement de batteries d'artillerie dans des zones plus obscures et périphériques de l'île de Hong Kong, à savoir le fort de Lei Yue Mun construit en 1887. Avant 1856, la batterie Murray marque également les limites de l'éclairage public de la ville, toutes les routes à l'est de la batterie n'étant pas éclairées.
Cependant, la batterie existe encore jusque dans les années 1950, lorsque le gouvernement colonial décide de réaménager la zone afin de construire un nouveau siège qui regrouperait tous les départements gouvernementaux en un seul endroit. En conséquence, la batterie est démolie et les nouveaux (maintenant anciens) bureaux du gouvernement central (en) sont construits à sa place, la construction s'achevant en 1959. L'aile ouest du site occupe maintenant l'emplacement de la batterie et une réplique de canon située non loin a été installée en mémoire de la batterie Murray.